# Jorma Sarvanto

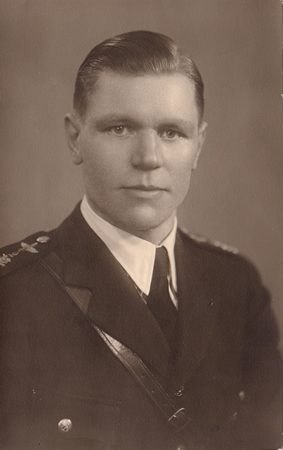
Jorma Sarvanto

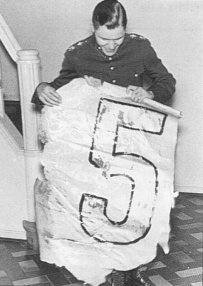
Sarvanto met zijn oorlogstrofee

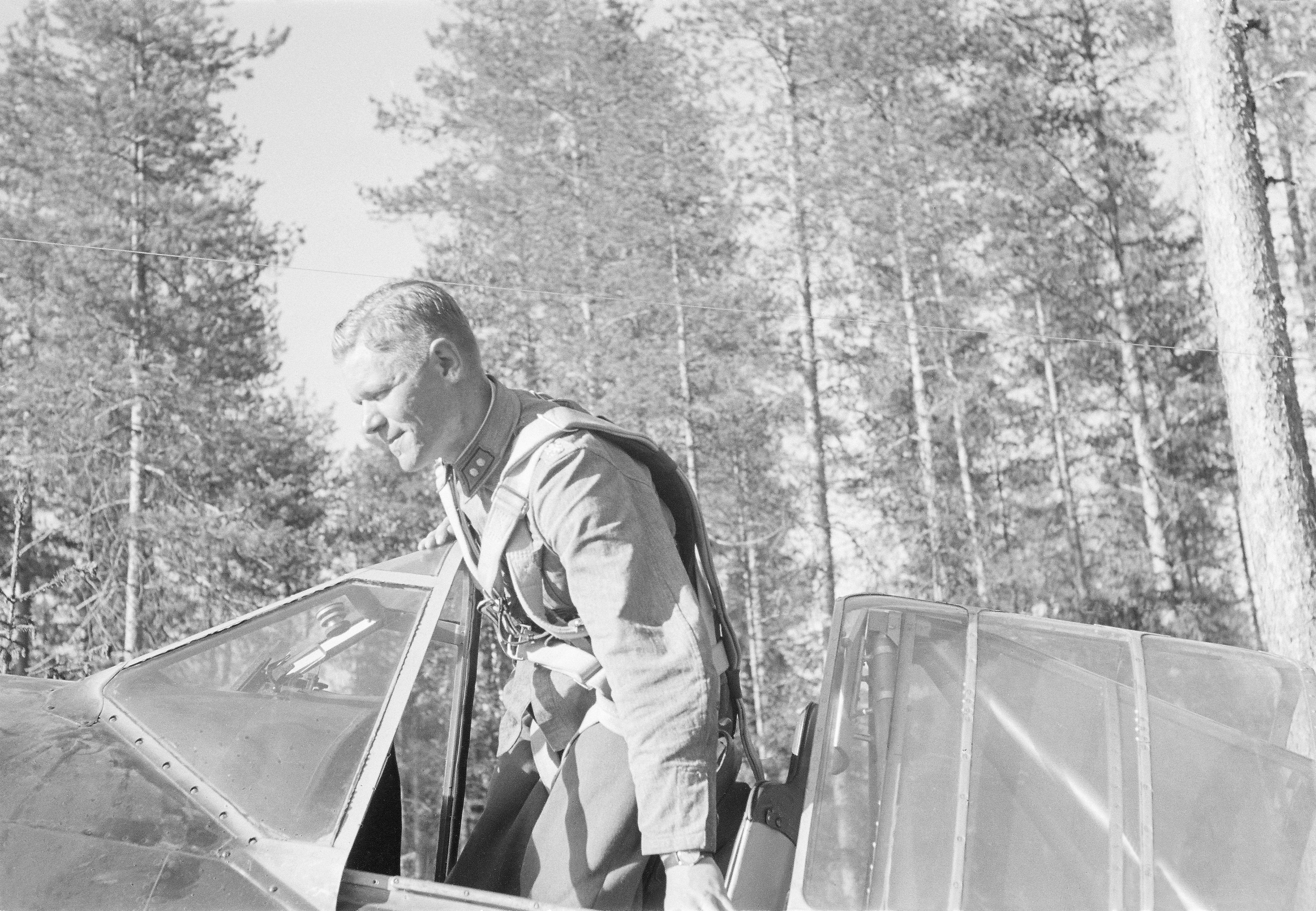
Sarvanto in 1941

Jorma Kalevi Sarvanto (Turku, 22 augustus 1912 – Kouvola, 16 oktober 1963) was piloot van de Finse luchtmacht en de belangrijkste vliegende aas van de Winteroorlog.

## Start militaire carrière
Sarvanto is geboren en getogen in Turku, Finland. Hij studeerde hier af in 1933. Als dienstplichtige werd hij ingedeeld bij de infanterie, maar besloot te reageren op een oproep om reserveofficier te worden bij de Finse Luchtmacht. Hij werd toegelaten en kreeg zijn opleiding op de luchtmachtbasis Kauhava. Hij voltooide zijn opleiding in 1934 en werd beroepssoldaat. In mei 1937 studeerde hij af aan de militaire academie. Sarvanto werd ingedeeld bij een bommenwerpereskader. Hij vroeg overplaatsing aan naar een onderdeel met gevechtsvliegtuigen hetgeen werd toegestaan. In 1937 begon hij met de Fokker D.XXI te vliegen en blonk uit tijdens de schietproeven. Voor de oorlog trouwde hij met Eine Elisabet Artemo, samen kregen ze vier kinderen.

## Oorlogsdienst
Op 30 november 1939 brak de Winteroorlog met de Sovjet-Unie. Hij zag zijn eerste gevecht op 19 december en zijn eerste twee overwinningen kwamen op 23 december 1939. Op 6 januari 1940 voerde hij alleen een luchtgevecht uit met een groep van zeven Ilyoeshin DB-3 bommenwerpers. Hij vernietigde zes vijandelijke vliegtuigen binnen vijf minuten. De enige overgebleven Sovjet-bommenwerper werd op de vlucht neergeschoten boven de Finse Golf door een andere Finse piloot, luitenant Per-Erik Sovelius. De luchtstrijd trok wereldwijd veel aandacht en de pers beschouwde het als een wereldrecord. Veel westerse kranten publiceerden een foto van luitenant Sarvanto met een grote plaat aluminium met een grote "5" erop, een trofee van een van de slachtoffers.
Sarvanto zou met 13 overwinningen de best scorende Finse vliegende aas van de Winteroorlog worden. Tijdens de Vervolgoorlog schoot hij nog vier vliegtuigen neer met Brewster Buffaloes, waardoor zijn totale score op 17 kwam. Hij vloog in totaal 255 gevechtsmissies tijdens de hele Tweede Wereldoorlog.
In 1941 werd hij benoemd tot kapitein en kreeg hij verschillende stafposities. Hij was onder meer verbindingsofficier bij de luftwaffe en commandant van diverse Finse luchtmachteenheden.

## Na de oorlog
Sarvanto zette zijn militaire carrière voort, waardoor hij commandant werd van de vliegschool in Kauhava. In 1954 werd hij militair attaché in Londen, een functie die hij bijna vier jaar bekleedde alvorens hij terugkeerde naar zijn functie aan de school. In 1960 nam hij ontslag bij de luchtmacht, met de rang van luitenant-kolonel. Hij overleed drie jaar later op 16 oktober 1963.